# Shi Tao
Shi Tao (chiń. upr. 师涛, chiń. trad.: 師濤, pinyin: Shī Tāo; ur. 25 lipca 1968) – chiński dziennikarz. W kwietniu 2005 został skazany na 10 lat pozbawienia wolności za ujawnienie w Internecie notatek Komunistycznej Partii Chin. W dokumentach tych znajdowały się instrukcje dotyczące sterowania mediami w czasie obchodów rocznicowych masakry na placu Tian’anmen. W namierzeniu dziennikarza pomogła władzom chińskim firma Yahoo!, ujawniając jego dane personalne.